# 玉浦海戦
玉浦海戦（ぎょくほかいせん、朝鮮読みで玉浦はオクポ）は、文禄元年（1592年）5月7日、巨済島東側にある玉浦という入江において行われた海戦である。李舜臣、李億祺、元均の三将が率いる朝鮮水軍は全羅左水営（麗水）より出撃して、停泊中の日本の水軍と輸送船団とを襲撃し、文禄の役における初めての朝鮮側勝利をあげた。
朝鮮水軍は余勢を駆って攻撃を続け、同日中に合浦で、翌日は赤珍浦でも交戦して引き揚げたが、この項ではその合浦と赤珍浦で発生した小海戦についても続けて記述する。

## 背景
文禄元年4月12日、釜山浦近辺に日本軍が700隻余で上陸すると、当地の慶尚左水使朴泓は山中へ逃亡し、漢城府へと走った。慶尚右水使元均は巨済島から急行したが、日本軍の勢力が凌駕するのを見て交戦を諦め、水軍船舶(主力艦の板屋船を含む)を戦わずして沈めると、水軍将卒を解散し、玉浦万戸李雲龍、所非浦権管李英男、永登万戸禹致績ら側近や精兵だけを連れ、4隻に分乗して昆陽（現泗川市）へ撤退した。
これにより慶尚道水軍は壊滅し、日本軍は楽々と制海権を確保して後続部隊を上陸させた。
元均はさらに内陸に退こうとしたが、李雲龍または李英男に諫められ、全羅道水軍（湖南水軍）に救援を仰ぐことになった。ところが全羅左水使李舜臣は、定められた各々の分界を守るべきで、朝鮮朝廷の命令もなく越境することはできないと言って、要請を拒否した。これはすぐにでも全羅左道に日本水軍が攻めてくると予想し、船舶が足らず他道を助ける余裕はない判断したためともされる。元均は李英男を5、6度も行き来させて説得を続けさせた。
李舜臣は、元均に対しては頑なであったが、信頼する部下の光陽県監魚泳潭の諫言があり、鹿島萬戸鄭運や軍官宋希立が慷慨して「敵を討つに境界はなく、敵の先鋒を挫くことが本道の防衛にもつながる」と主張したことで、ついに翻意して、5月には結局は出撃することになった。（李舜臣の第1次出撃） これを知った全羅道巡察使李洸は、全羅右水使李億祺に、艦数の少ない李舜臣の艦隊を助力するように命令した。

## 概要

### 玉浦海戦
5月2日、李億祺が数隻を率いて麗水に到着。5月4日、李舜臣と李億祺は、水路を熟知する魚泳潭を先鋒として、順天府使権俊と加里浦僉使具思稷を左右将として出発。その数は、板屋船24隻、挟板船（挟船）15隻、鮑作船46隻であった。史料によってはこれに亀甲船1隻が加わっているものがあり、その場合は亀甲船の将は申汝良。翌日、唐浦に到着し、6日、巨済島の前洋で元均の率いる小艦隊（板屋船4隻・挟板船2隻）と合流した。それに伴い、李雲龍と禹致績が先鋒となった。
5月7日払暁、日本水軍の停泊地と考えていた加徳島（江西区 (釜山広域市)）を目指して東進していたが、途中で斥候船の報告により、巨済島東岸の玉浦に日本船がいると聞いて、進路を南に転じた。正午頃、玉浦に接近。玉浦に停泊中の日本の艦隊は、藤堂高虎、堀内氏善を将とする紀伊・熊野水軍と輸送船団で、その数は30とも50とも言うが、大小の船舶で構成され、かなりの数的劣勢であった。
しかし敵船の接近を知ると、日本水軍はものともせず船を漕ぎ出して迎撃してきたので、この勢いに飲まれて、朝鮮水軍の先鋒から戦闘が始まる前に6隻が逃亡したが、李舜臣は味方を鼓舞して突入を開始した。朝鮮水軍の戦術は、敵船とある程度の距離を保ち、弓矢や火砲（火薬で鉄矢を放つ兵器）で敵兵を倒し、火矢で敵船を焼き払うというのが常套手段で、彼らは伝統的に倭寇は接舷して斬り込むのを得意とすると考えて接近戦を嫌った。李舜臣も射撃・砲撃戦で圧倒させ、接近を試みた藤堂・堀内勢の船は次々と炎上。将兵は海中に身を投じて泳いで岸に逃れ、散開した。

### 合浦と赤珍浦
夜に入って、朝鮮水軍は巨済島にある永登浦に投錨する予定だったが、斥候船が北に向かう5隻の日本船（所属不明）を発見したので、これを追跡した。多勢に無勢の日本船は合浦に逃げ込み、将兵は上陸して無事に逃れたので、浜に残されていた船が焼き払われた。
翌日8日、再び斥候船が鎮海に日本船がいると報告したため、朝鮮水軍は明け方から捜索していた。赤珍浦に日本船13隻が停泊しているのを発見。敵襲を受けた日本軍は船には戻らずに陸から鉄砲で銃撃をしたが、朝鮮水軍は陸戦を避け、放置されていた船を焼いてしばらく交戦した後で引き揚げた。李舜臣らはそのまま浦々の偵察を繰り返しながら、9日、全羅左水営に帰還した。

## 結果
これらの海戦はいずれも大海戦というわけではなく、斥候船を先行させるなど慎重に行動した李舜臣の目的は、連戦敗戦の報に意気消沈していた朝鮮水軍の将卒の士気高揚にあったと思われる。戦果も船を焼くに留まり、深追いはしなかった。日本水軍が追手を差し向けて反撃に転じる前に、熟練した水先案内人の助けで素早く撤収した。